# 김규년
김규년(金圭年, 일본식 이름: 川本國元가와모토 구니하루, 1890년 12월 2일 ~ ?)은 일제강점기의 관료로, 본적은 경상북도 영천군 내동면이다.

## 생애
1911년 9월 보통문관시험에 합격했으며, 경상북도 흥해군 서기(1912년 7월 11일)와 영양군 서기(1913년 11월), 의성군 서기(1917년 7월), 영천군 서기(1918년 10월)를 지냈다. 1921년 영천군 속(屬)으로 근무했고, 1925년 3월 영일군 속으로 근무했다. 1926년 11월 4일 군위군 서무주임으로 임명되었으며, 1928년 11월 16일 일본 정부로부터 쇼와 대례 기념장을 받았다.
1930년 4월 4일 경상북도 고령군수에 임명되면서 고등관 8등에 서위되었고, 1930년 6월 2일 정8위에 서위되었다. 1932년 9월 28일 영주군수로 임명되었고, 1932년 10월 1일 일본 정부로부터 조선 쇼와 5년 국세 조사 기념장을 받았다. 1934년 9월 29일 고등관 6등, 1934년 10월 15일 정7위에 서위되었고 1934년 12월 1일 일본 정부로부터 훈6등 서보장을 받았다.
1935년 10월 1일 조선총독부 시정 25주년 기념 표창을 받았고, 1937년 6월 30일 고등관 5등, 1937년 8월 2일 종6위에 올랐다. 1938년 3월 25일부터 1941년 3월 11일까지 경상북도 상주군수를 역임했고, 1938년 11월 4일 경상북도 상주군 육군특별지원병후원회 회장으로 임명되었다. 영주군수와 상주군수 재직 시절 군수품 공출과 국채 소화, 저축 장려, 국방 헌금과 비행기 헌납 자금 모집 등 일본의 침략 전쟁에 협력했다.
1940년 4월 29일 중일 전쟁에서 세운 공로를 인정받아 일본 정부로부터 훈6등 단광욱일장을 받았고, 1940년 6월 29일 고등관 4등, 1940년 8월 15일 정6위에 서위되었다. 1940년 11월 4일 일본 정부로부터 훈5등 서보장을 받았고, 1941년 4월 10일 일본 천황의 특지(特旨, 특별 명령)로 종5위에 서위되었고, 1941년 9월 30일부터 1944년 1월 21일 의원 면직될 때까지 경상북도 영천군 영천읍장(주임관 대우)을 지냈다.
민족문제연구소의 친일인명사전 수록자 명단의 관료 부문과 친일반민족행위진상규명위원회가 발표한 친일반민족행위 705인 명단에 포함되었다.

## 참고자료
- 친일반민족행위진상규명위원회 (2009). 〈김규년〉. 《친일반민족행위진상규명 보고서 Ⅳ-1》. 서울. 831~839쪽.